# غاريقون متباين
غاريقون متباين (الاسم العلمي: Agaricus variegans ) هو نوع الفطريات يتبع جنس الغاريقون من الفصيلة الغاريقونية.